# Алексєєв Василь Михайлович
Васи́ль Миха́йлович Алексє́єв (нар. 2 (14) січня 1881 — 12 травня 1951) — російський радянський вчений, китаїст.

## Біографічні відомості
Здобув освіту в Петербурзькому університеті, з 1918 — професор Ленінградського університету, з 1929 — академік. Автор ґрунтовних наукових праць з різноманітних галузей китаєзнавства — літератури, етнографії, культури.
Переклав російською мовою ряд творів китайської літератури. Керівник колективу з підготовки китайсько-російського словник, виданого АН СРСР (1948).
Дослідник далекосхідної нумізматики, опублікував каталог китайських монет та монетоподібних амулетів.